# Vicariato apostólico de Gambela
El vicariato apostólico de Gambela (en latín: Vicariatus Apostolicus Gambellen(sis)) es una circunscripción eclesiástica de rito latino de la Iglesia católica en Etiopía. Desde el 29 de septiembre de 2020 su obispo es Roberto Bergamaschi, S.D.B.

## Territorio y organización
El vicariato apostólico extiende su jurisdicción sobre los fieles católicos de rito latino residentes en la región de Gambela y en gran parte de la zona de Illubabor de la región de Oromía.
La sede del vicariato apostólico está en la ciudad de Gambela, en donde se encuentra la Catedral de San José.
En 2020 el territorio estaba dividido en 13 parroquias. 

## Historia
La prefectura apostólica de Gambela fue erigida el 16 de noviembre de 2000 con la bula Cum esset petitum del papa Juan Pablo II, separando territorio de la prefectura apostólica de Jima-Bonga (hoy vicariato apostólico de Jima-Bonga).
El 5 de diciembre de 2009 la prefectura apostólica fue elevada al rango de vicariato apostólico con la bula Annuntiat Dominus del papa Benedicto XVI.

## Episcopologio
- Angelo Moreschi, S.D.B. † (16 de noviembre de 2000-25 de marzo de 2020 falleció)
  - Tesfaye Petros Botachew (3 de abril de 2020-29 de septiembre de 2020) (administrador apostólico)
- Roberto Bergamaschi, S.D.B., desde el 29 de septiembre de 2020

## Estadísticas
De acuerdo al Anuario Pontificio 2021 el vicariato apostólico tenía a fines de 2020 un total de 27 720 fieles bautizados.
| Año                                                                             | Población            | Población | Población      | Sacerdotes | Sacerdotes    | Sacerdotes    | Bautizados por sacerdote | Diáconos permanentes | Religiosos | Religiosos | Parroquias |
| Año                                                                             | Bautizados católicos | Total     | % de católicos | Total      | Clero secular | Clero regular | Bautizados por sacerdote | Diáconos permanentes | Varones    | Mujeres    | Parroquias |
| ------------------------------------------------------------------------------- | -------------------- | --------- | -------------- | ---------- | ------------- | ------------- | ------------------------ | -------------------- | ---------- | ---------- | ---------- |
| 2000                                                                            | 2000                 | 210 000   | 1.0            |            |               |               |                          |                      |            |            | 4          |
| 2001                                                                            | 2000                 | 210 000   | 1.0            |            |               |               |                          |                      |            |            | 4          |
| 2002                                                                            | 3500                 | 420 000   | 0.8            | 8          | 3             | 5             | 437                      |                      | 8          | 7          | 4          |
| 2003                                                                            | 4000                 | 435 000   | 0.9            | 8          | 3             | 5             | 500                      |                      | 8          | 6          | 6          |
| 2004                                                                            | 5000                 | 440 000   | 1.1            | 7          | 2             | 5             | 714                      |                      | 8          | 7          | 6          |
| 2007                                                                            | 7930                 | 493 000   | 1.6            | 12         | 8             | 4             | 660                      |                      | 9          | 8          | 8          |
| 2010                                                                            | 10 030               | 580 000   | 1.7            | 17         | 8             | 9             | 590                      |                      | 12         | 10         | 10         |
| 2014                                                                            | 15 085               | 645 000   | 2.3            | 17         | 11            | 6             | 887                      |                      | 9          | 11         | 11         |
| 2017                                                                            | 25 070               | 680 000   | 3.7            | 15         | 11            | 4             | 1671                     |                      | 7          | 6          | 11         |
| 2020                                                                            | 27 720               | 751 900   | 3.7            | 13         | 12            | 1             | 2132                     |                      | 1          | 5          | 13         |
| Fuente: Catholic-Hierarchy, que a su vez toma los datos del Anuario Pontificio. |                      |           |                |            |               |               |                          |                      |            |            |            |